# Acrydium latreillei
A Acrydium latreillei é uma espécie de inseto que consta no catálogo natural Delectus animalium articulorum (1830-34), de Johann Baptist von Spix.